# Reinosa
Reinosa is een gemeente in de Spaanse provincie Cantabrië in de regio Cantabrië met een oppervlakte van 4 km². Reinosa telt 9.496 inwoners (1 januari 2016).

## Demografische ontwikkeling
Bron: INE; 1857-2011: volkstellingen

## Geboren
- David de la Fuente (4 mei 1981), wielrenner
- Francisco Ventoso (6 mei 1982), wielrenner